# Catamecia jordana
Catamecia jordana là một loài bướm đêm trong họ Noctuidae.